# Пшесмики (гміна)
Гміна Пшесмики (пол. Gmina Przesmyki) — сільська гміна у центральній Польщі. Належить до Седлецького повіту Мазовецького воєводства.
Станом на 31 грудня 2011 у гміні проживало 3571 особа.

## Площа
Згідно з даними за 2007 рік площа гміни становила 117.13 км², у тому числі:
- орні землі: 76.00%
- ліси: 19.00%

Таким чином, площа гміни становить 7.31% площі повіту.

## Населення
Станом на 31 грудня 2011:
| Опис     | Загалом | Загалом | Чоловіки | Чоловіки | Жінки | Жінки |
| -------- | ------- | ------- | -------- | -------- | ----- | ----- |
| одиниця  | осіб    | %       | осіб     | %        | осіб  | %     |
| все      | 3571    | 100     | 1787     | 50.04    | 1784  | 49.96 |
| міське   | 0       | 100     | 0        |          | 0     |       |
| сільське | 3571    | 100     | 1787     | 50.04    | 1784  | 49.96 |

## Сусідні гміни
Гміна Пшесмики межує з такими гмінами: Корчев, Лосіце, Морди, Папротня, Плятерув.